# Razarači klase Kashin
Razarači klase Kashin je klasa sovjetskih razarača izgrađenih tijekom 1960-ih i 1970-ih. Odlika ovih razrača trebala je biti mogućnost pružanja učinkovite protuzračne obrane flote i istodobno djelovanje protiv podmornica. Takva koncepcija činila je nove razarače defenzivnim oružjem namijenjenim obrani većih brodova i/ili desantnih snaga.

Gradnja prvog razarača Komzomoletc Ukainij počela je u rujnu 1959., a porinut je na samu staru godinu 1960. U operativnu uporabu ušao je točno dvije godine kasnije. Gradnja zadnjeg razarača Smetlivij počela je u ožujku 1971., a porinut je 25. veljače 1972. U operativnu je uporabu ušao 30. prosinca 1973. i danas je još uvijek operativan.

## Operativna uporaba
Razarači klase Kashin veliki su višenamjenski razarači s dobrim protuzračnim i protupodmorničkim mogućnostima djelovanja. Osnovna im je namjena, u početku njihove operativne uporabe bila da pružaju zaštitu krstaricama klase Kinda tijekom njihovog djelovanja protiv brodova njihovim raketim sustavima brod-brod (primarni cilj bili su američki nosači zrakoplova). Ubrzo se pokazalo da su razarači klase Kashin bolji brodovi od krstarica klase Kinda, tako da je odlučeno ne samo da se nastavi s njihovom gradnjom već da se određeni broj prilagodi i zadaćama protubrodske borbe. Tako je nastala podklasa Projekt 61 MP (Modificirani Kashin) koje su opremili s četiri lansera protubrodskih vođenih projektila P-15 Termit (SS-N-2 Styx). Lanseri su postavljeni malo iza sredine broda i bili su okrenuti prema krmi.
Učinkovitost projekta potvrđena je i izvozom. Za indijsku ratnu mornaricu u razdoblju od 1980. do 1988. izgrađeno je pet razarača Projekt 61 ME koji su dodatno prilagođeni zahtjevima kupca. Svih pet razarača i dalje je u operativnoj uporabi i u njoj će ostati još najmanje jedno desetljeće. Uz to razarač Smelij je 19. siječnja 1988. predan poljskoj ratnoj mornarici gdje je dobio oznaku D.271 Varšava.

Uz jedan od razarača klase Kashin vezana je jedna od najvećih nesreća sovjetske ratne mornarice. Tijekom rutinske vježbe u Crnom moru tijekom kolovoza 1974. potonuo je razarač Otvažnij. Do nesreće je došlo 30. kolovoza kad je iz do kraja nerazjašnjenih razloga došlo do eksplozije u krmenom spremniku PZO raketnog sustava M-1 Volna-M. Zbog teških oštećenja i nemogućnosti posade da zauzda požar brod je još istog dana potonuo. Zapadni izvori tvrde da je poginulo više od 200 članova posade.
Ukupno je izgrađeno 20 brodova klase Kashin i Modificirani Kashin, koji su svi, osim naravno Otvažnijeg, ostali u operativnoj uporabi sve do 1989. godine. Tad su iz operativne službe maknuta prva dva razarača. Raspad Sovjetskog Saveza doveo je do ubrzanog otpisa i ostalih brodova koji su uglavnom svi otpisani u razdoblju od 1990. do 1993. godine. 
Jedan je razarač (Skorij) otpisan u 1997. Zanimljivo je da je u operativnoj uporabi ostao samo jedan razarač - Smetlivij. Taj je razarač porinut 26. kolovoza 1967., a u operativnu je uporabu uveden 25. rujna 1969. Iz operativne uporabe povučen je 1990. ali je u nju, nakon modernizacije 1995., naknadno vraćen 1997. godine. Tijekom te modernizacije na Smetlivij su postavljeni protubrodski vođeni projektili KH 35 Ural (SS-N-25). Iako među najstarijim brodovima u ruskoj ratnoj mornarici Smetlivij je i među najaktivnijim. Naime, kako ne bi znatiželjnim očima previše otkrivala svoje novije ratne brodove još uvijek nepovjerljiva ruska ratna mornarica koristi se Smetlivijem u međunarodnim pomorskim vježbama.

## Opis broda
U odnosu na razarače klase Kotlin razarači klase Kashin znatno su veći i modernije koncipirani brodovi. Na 144 metara dužine (146,2 m kod Modificiranog Kashina) i 15,8 metara širine projektanti su uspjeli smjestiti dvije topovske kule, dva dvostruka lansera PZO raketnih sustava s pripadajućim radarskim sustavima za vođenje i jedan veliki peterostruki torpedni uređaj za protupodmornička torpeda. Osim topova sve ostalo naoružanje i radarski sustavi smješteni su na nadgrađa koja se protežu preko 2/3 broda.
Takva konstrukcija dala je i veliku istisninu. Standardna istisnina razarača klase Kashin bila je 3559 tona. Puna istisnina bila im je 4510 tona. Da bi se ostvarila brzina veća od 30 čvorova trebalo je ugraditi vrlo snažan pogonski sustav. Zbog toga su ti razarači prvi u sovjetskoj ratnoj mornarici dobili pogon s plinskim turbinama. Ugrađene su dvije plinske turbine DE-59P i dvije DE-53L ukupne snage 96 000 KS u kombinaciji COGAG, koja je omogućavala vršnu brzinu od 39 čvora. Pri toj brzini doplov razarača bio je vrlo dobrih 1520 nautičkih milja (više od 2700 km). Pri brzini krstarenja od 30 čvorova doplov se povećavao na 2000 nautičkih milja, dok je doplov pri ekonomičnoj brzini krstarenja od 18 čvorova bio 3500 nautičkih milja.
Iako su razarači klase Kashin veći i bolje naoružani brodovi u odnosu na razarače klase Kotlin broj posade je smanjen s 335 na 280 članova (25 časnika), djelomično zbog uporabe znatno suvremenijeg pogonskog sustava, ali uglavnom zbog povećane automatizacije naoružanja, prije svega topova.

## Naoružanje

### Topničko naoružanje
Na pramcu i krmi smještene su dvije kupole s po dva topa AK-726 kalibra 76,2 mm. Tijekom vremena na dijelu brodova uklonjena je krmena kupola kako bi se dobio dodatni prostor za nadogradnju helikopterske platforme. Razvoj tog topničkog sustava pod oznakom ZIF-67 počeo je 1954. s namjerom da se stvori učinkovit višenamjenski top koji će moći obarati brze mlazne borbene avione ali i učinkovito djelovati protiv brodova. Nakon ekstenzivnih testiranja topa tijekom 1958. i 1959. počelo je ispitivanje uporabljivosti topa na brodovima. Operativna uporaba službeno je počela 1963., iako je dio topova ugrađen na brodove i prije, a do kraja 1964., kad je proizvodnja okončana, proizvedeno je 104 komada. Taj tada vrlo suvremeni top omogućavao je domet od 11 000 m protiv ciljeva u zraku. Brzina paljbe po cijevi, uz pomoć automatskog punjača, bila je 45 granata u minuti. Cijev nije hlađena nego je umjesto toga u nju, između svakog opaljenja, kroz nju ubrizgavana morska voda. To rješenje nije šire primjenjivano, ponajviše zbog visoke korozivnosti morske vode. Očigledno da su sovjetski projektanti vjerovali da je kvaliteta njihovog čelika dovoljno dobra, a u prilog im ide i propisani vijek trajanja cijevi od 3000 ispucanih granata po cijevi. Kupola s dva topa imala je masu 25,24 tone. Kako bi mogla gađati i vrlo brze ciljeve opremili su je hidrauličkim sustavom pokretanja koji je omogućavao pokretljivost kupole od 30 stupnjeva u sekundi po visini i 35 stupnjeva u sekundi po pravcu. U slučaju otkaza hidraulike kupola se mogla pomicati i ručno. U tom slučaju brzina pokretanja kupole i cijevi topova pala bi na 1,2 stupnja u sekundi po visini i na samo 1 stupanj u sekundi po smjeru. Elevacija cijevi kretala se između + 85 do - 5 stupnjeva. Kupole su se mogle okretati do 328 stupnjeva po smjeru.
Uz svaku kupolu išao je i ciljnički radar Fut-B (Owl Screech) koji je primarno bio namijenjen otkrivanju i praćenju ciljeva u zraku. Mogao ih je otkrivati u rasponu visina od 500 do 6000 metara i rasponu brzina od 560 do 1040 km/h. Radar je mogao otkrivati i brodove na udaljenosti do 8,2 km, što je ujedno i bio krajnji domet topa protiv ciljeva na površini mora. Svaki je razarač dobio dva Fut-B radara. Jedan su postavili na pramac između lansera PZO raketnog sustava i zapovjednog mosta, a drugi na krmu između jarbola s radarima za navođenje PZO raketa i krmenog dimnjaka. Nemogućnost otkrivanja i praćenja ciljeva na visinama ispod 500 m onemogućavali su da se top AK-726 učinkovito rabi u obrani broda od suvremenih protubrodskih projektila. Svaka kupola dobila je i svoj ciljnički sustav u lijevom dijelu kupole koji se rabio u slučaju otkazivanja (oštećenja) radara Fut-B ili za gađanje ciljeva na površini mora ili na obali.

Zbog toga su pet brodova Modificirani Kashin naknadno opremili s četiri topnička sustava AK-630 i pripadajućim ciljničkim sustavom A-213 Vimpel-A. Topove i radar smjestili su na sredinu broda između dimnjaka, po dva topa i jedan radar na svaki bok. Ugradnjom tog sustava razarači klase Kashin dobili su učinkovit proturaketni sustav. Ciljnički sustav A-213 Vimpel-A opremljen je radarom, te televizijskim i termovizijskim sustavom otkrivanja i praćenja ciljeva. Sustav može otkriti i pratiti ciljeve u zraku do udaljenosti od 4000 m i ciljeve na površini mora do 5000 m. Optički sustav može otkriti veći ratni brod na udaljenosti od čak 75 km. On upravlja s dva topa AK-630 kalibra 30 mm. 

### PZO raketni sustav
Za razliku od razarača klase Kotlin koji su naknadnom rekonstrukcijom prilagođeni uporabi PZO raketnih sustava razarači klase Kashin su već tijekom projektiranja prilagođeni njihovoj ugradnji, što se vidi već na prvi pogled jer su oni logično uklopljeni u cijelu konfiguraciju broda. Jedan je lanser ZIF-102 postavljen na pramcu broda, odmah iza krmenog topa, dok je drugi postavljen na krmeni dio, između stražnjeg para dimnjaka i krmenog topa. S lansera mogu se lansirati dvije inačice projektila - 5V24 (SA-3a) i 5V27 (SA-3b). U vertikalni spremnik lansera moglo se smjestiti do 32 projektila, što znači da je svaki razarač klase Kashin nosio do 64 projektila brod-zrak spremnih za uporabu. Radarske setove Jatagan (Peel Group) namijenjene navođenju projektila na ciljeve u zraku smjestili su na krov zapovjednog mosta i na jarbol smješten između torpednog aparata i krmenih dimnjaka.
Kada je neka klasa ratnih brodova u operativnoj uporabi duže od četrdeset godina razumljivo je da se na njima za to vrijeme obave različite modernizacije. Tako su i razarači klase Kashin prošli kroz razne modifikacije i modernizacije koje su obuhvatile i modernizaciju radara namijenjenih motrenju zračnog prostora i površine mora. Prvi brodovi porinuti početkom šezdesetih godina prošlog stoljeća opremljeni su s dva radara MR-300 Angara (Head Net A), jednostavnim 2 D radarima dosega motrenja 120 km. Antenu jednog radara smjestili su na viši pramčani jarbol, a antenu drugog radara na nešto niži jarbol smješten neposredno iza prvog para dimnjaka. Još tijekom gradnje brodova i u modernizacijama koje su uslijedile u sedamdesetim i nastavile se tijekom osamdesetih godina prošlog stoljeća ti su radari zamijenjeni suvremenijim. Jedan radar Angara zamijenjen je znatno modernijom inačicom MR-310U Angara-M (Head Net-C). Angara-M je 3 D radar koji je dobiven spajanjem dvije antene radara Angara, od kojih je jedna ostavljena u vodoravnom položaju dok je druga pomaknuta za 300 po vertikali. Radar je mogao otkrivati ciljeve veličine bombardera na velikim visinama na udaljenosti od otprilike 112 km. Antene tog radara smjestili su na viši jarbol, djelomično i zato što su rabljeni i za otkrivanje ciljeva na vrlo malim visinama i na provršini mora.
Na vrh nižeg jarbola postavili su antenu radara MR-500 Kliver (Big Net). Ovaj 2 D radar namijenjen je otkrivanju ciljeva u zraku na velikim udaljenostima, te mu je domet motrenja oko 160 km.
Razarač Provornij je u razdoblju od 1974. do 1978. prošao kroz veliku modernizaciju kako bi ga opremili tada najnovijim PZO raketnim sustavom 9M38 Uragan (SA-N-7 Gadfly) radi njegovog testiranja. Dok je na pramcu zadržan lanser ZIF-102, a umjesto krmenog postavljen je jednostruki lanser 3S90. Nakon uspješnog okončanja testiranja i pramčani je lanser zamijenjen novim 3S90. Tako opremljeni Provornij označen je kao Projekt 61Eh. Umjesto radara MR-500 Kliver ugrađen je radar MR-750 Fregat M (Top Steer). Za potrebe navođenja PZO projektila 9M38 na ciljeve na brod su ugrađeni radarski iluminatori Oreh (Front Dome). Unatoč skupoj modernizaciji Provornij je maknut iz operativne uporabe 21. kolovoza 1990.

### Protupodmorničko naoružanje
Iako opremljeni za ono vrijeme najsuvremenijim protuzračnim raketnim sustavom razarači klase Kashin klasificirani su kao protupodmornički brodovi. Da bi uspješno obavljali tu ulogu dobili su jedan peterostruki torpedni aparat kalibra 533 mm smješten na sredini broda. U početku operativne uporabe iz njih su najčešće ispaljivanja torpeda SET-65 Jenot-2, koja su u operativnu uporabu ušla 1965. godine. Na cilj (podmornicu) navode se pomoću aktivnog sonara smještenog u nosu torpeda. Sustav je dovoljno osjetljiv da može otkriti cilj na udaljenosti od 800 m.
 
S vremenom je Sovjetski Savez razvio još suvremenija torpeda koja su se mogla ispaljivati s razarača klase Kashin. Jedno od njih je torpedo UGST s aktivno/pasivnim sustavom vođenja. Maksimalna brzina torpeda je 50 čvorova, domet od čak 40 000 m i trenutačno je najmodernije protupodmorničko torpedo ruske mornarice namijenjeno uporabi s ratnih brodova. Da bi se u potpunosti iskoristile mogućnosti ugrađenog protupodmorničkog oružja u trup je ugrađen aktivni sonar MG-332 Titan-2 koji radi u srednjem frekvencijskom rasponu. Pet brodova Modificirani Kashin nakon rekonstrukcije dobili su još suvremeniji tegljeni aktivni sonar MG-325 Vega koji radi u srednjim frekvencijskim rasponima. Sonar je ugrađen na krmeni dio broda ispred helikopterske platforme, a u more se ispuštao kroz vrata na krmenom zrcalu. Njegovom ugradnjom razarači podklase Modificirani Kashin dobili su znatno veće protupodmorničke mogućnosti.
Kako je u trenutku početka projektiranja tih razarača helikopter bio tek egzotična sprava nesigurne budućnosti, razarači klase Kashin nisu dobili mogućnost njihovog krcanja. Ta nemogućnost ubrzo se pokazala kao veliki nedostatak koji se u početku pokušalo otkloniti improviziranjem helikopterske platforme na krmi. Platforma je dobivena tako da je na krmenu palubu naslikan veliki bijeli krug, te je preko njega raširena gruba mreža koja je trebala spriječiti klizanje helikoptera po palubi. Iako je i takva helikopterska platforma bila uporabljiva nije baš oduševljavala pilote koji su morali slijetati i po nemirnom moru kad se brod opasno naginjao. Zbog toga je na pet brodova podklase Modificirani Kashin na krmu dograđena helikopterska platforma. Kako je njezina unutrašnjost iskorištena za smještaj tegljenog sonara MG-325 Vega nije bilo dovoljno mjesta za smještaj helikoptera. Ipak je to bilo znatno operativno unapređenje jer su zahvaljujući njoj na razrače mogli sigurno slijetati ne samo helikopteri veličine Ka-27 već i znatno veći helikopteri kao što je Mi-8.
Za protupodmorničku borbu na malim udaljenostima, ali i za obranu od torpeda razarače su opremili s 2 višecijevna lansera protupodmorničkih projektila RBU-1000 i 2 RBU-6000. Oba lansera rabe projektile RBG-60.

### Protubrodsko naoružanje
Nakon što je operativna uporaba pokazala da su razarači klase Kashin izvrsni brodovi vrh sovjetske mornarice odlučio je da njihovim daljnim razvojem od njih napravi prve sovjetske višenamjenske razarače pod oznakom Projekt 61M. Po tom projektu napravljeno je pet razarača (Ognevoj, Slavnij, Strojnij, Smišlenij, Smeliji /Varšava/, Sderžanij) koji su na zapadu postali poznati pod oznakom Kashin Mod.

Razvoj se sastojao od postavljanja četiri lansera KT-15M za protubrodske vođene projektile 4K-40M Termit-R (SS-N-2C Styx), koji su kasnije zamijenjeni projektilima 4K-51M Termit-R (SS-N-2D Styx). Lanseri su postavljeni u visini drugog para dimnjaka i okrenuti su prema krmi. Kako se Termit mora lansirati u smjeru cilja u praksi je to značilo da se prije lansiranja brod mora prema cilju okrenuti krmom. Istim oružjem naoružani su i indijski razarači Rajput ali su kod njih lanseri okrenuti prema pramcu.

Tijekom posljednjeg remonta i djelomične modernizacije razarač Smetlivij dobio je mogućnost uporabe suvremenih protubordskih projektila 3M24 Uran (SS-N-25 Switchblade) koji je na zapadu poznatiji kao Harpoonsky. Već taj nadimak pokazuje da je riječ o sovjetskoj kopiji američkog protubrodskog projektila Harpoon. 

## Budućnost
Iako je Smetlivij ostao u operativnoj uporabi iz prije navedenih razloga, razarači klase Kashin su i nakon više od 45 godina od početka projektiranja i dalje suvremeni ratni brodovi koji bi uz neke modernizacije, kao što je ugradnja suvremenijeg PZO raketnog sustava, i dalje bili i te kako uporabljivi. Da je to tako potvrđuje primjer indijske ratne mornarice koja namjerava svoje razarače klase Rajput operativno rabiti još najmanje jedno desetljeće.

## Poveznice
|  | Zajednički poslužitelj ima stranicu o temi Kashin class destroyer    |
|  | Zajednički poslužitelj ima još gradiva o temi Kashin class destroyer |